# Іноземець (фільм)
«Іноземець» (англ. The Foreigner) — китайсько-британський драматичний кінотрилер режисера Мартіна Кемпбелла, що вийшов 2017 року. Стрічка створена на основі роману «Китаєць» Стівена Лезера і розповідає про чоловіка, який мститься вбивцям своєї єдиної доньки. У головних ролях Джекі Чан, Пірс Броснан, Майкл Мак-Елхеттон.
Уперше фільм продемонстрували 24 вересня 2017 року у КНР, а у широкому кінопрокаті в Україні показ фільму розпочався 30 листопада 2017 року.

## У ролях
| Актор              | Персонаж            | Роль                                                    |
| ------------------ | ------------------- | ------------------------------------------------------- |
| Джекі Чан          | Нґок Мінь Цюань     | ветеран в'єтнамської війни, власник ресторану у Лондоні |
| Пірс Броснан       | Ліам Геннессі       | колишній член ІРА, чиновник британського уряду          |
| Майкл Мак-Елхеттон | Джим Каванаг        | права рука Ліама                                        |
| Лю Тао             | Кейі Лам            | колега Цюаня                                            |
| Чарлі Мерфі        | Меггі / Сара МакКей | коханка Ліама                                           |
| Орла Брейді        | Мері Геннессі       | дружина Ліама                                           |
| Кеті Леунг         | Фан                 | донька Цюаня                                            |

## Створення фільму

### Знімальна група
- Кінорежисер — Мартін Кемпбелл
- Сценарист — Девід Марконі
- Кінопродюсери — Джекі Чан, Вейн Марк Годфрі, Клер Купчак, Д. Скотт Лампкін, Джеймі Маршалл, Джіанхонг Кі, Артур М. Саркісян, Кеті Шульман, Джон Ценг
- Виконавчі продюсери — Орен Авів, Філіп Баттон, Кері Ченг, Адам Фогельсон, Дефу Цзян, Пені Цзян, Чжао Лей, Дейв Лі, Карл Лі, Девід Марконі, Роберт Сімондс, Санні Сан, Джо Тем, Дональд Танг, Чжунчжун Ванг, Чжунглі Ванг, Лю Ксіньхуань
- Композитор — Кліфф Мартінес
- Кінооператор — Девід Таттерсалл
- Кіномонтаж — Анжела М. Катандзаро
- Підбір акторів — Деббі Маквільямс
- Художник-постановник — Алекс Камерон
- Артдиректори — Елізабет Боллер, Лорен Бріггс-Міллер, Нік Дент, Ребекка Мілтон, Том Вівінг
- Художник по костюмах — Алекс Бовард[6].

## Сприйняття

### Оцінки і критика
Від кінокритиків фільм отримав змішано-погані відгуки: Rotten Tomatoes дав оцінку 59 % на основі 83 відгуків від критиків (середня оцінка 5,8/10). Загалом на сайті фільм має погані оцінки, фільму зарахований «гнилий помідор» від фахівців, Metacritic — 55/100 на основі 23 відгуків критиків. Загалом на цьому ресурсі від фахівців фільм отримав змішані відгуки.
Від пересічних глядачів фільм отримав схвальні відгуки: на Rotten Tomatoes 76 % зі середньою оцінкою 3,9/5 (14 224 голоси), фільму зарахований «попкорн», на Metacritic — 7,1/10 на основі 49 голосів, Internet Movie Database — 7,2/10 (10 674 голоси).
Кінооглядач видання «Новое Время» Валерій Мирний поставив фільмові оцінку 6 з 10 і написав: «це все, звичайно, про втрачені можливості, але іноді і за провалом цікаво спостерігати. Тим більше, коли періодично, як чорт із табакерки, вистрибує Джекі Чан і починає то по всіх стріляти, то все підривати, то приймається за стару добру рукопашку».

### Касові збори
Під час показу у США, що розпочався 13 жовтня 2017 року, протягом першого тижня фільм був показаний у 2 515 кінотеатрах і зібрав 13 113 024 $, що на той час дозволило йому зайняти 3 місце серед усіх прем'єр. Станом на 28 листопада 2017 року показ фільму триває 47 днів (6,7 тижня), зібравши у прокаті в США 34 127 769 доларів США, а у решті світу 101 300 000 $ (за іншими даними 101 294 914 $), тобто загалом 135 427 769 $ (за іншими даними 135 422 683 $) при бюджеті 35 млн доларів США.

### Виноски
1. 1 2  The Foreigner: Release Info (англійською) . Internet Movie Database. Архів оригіналу за 19 жовтня 2017. Процитовано 26 жовтня 2017.
2. 1 2  Іноземець. Kino-teatr.ua. Архів оригіналу за 22 травня 2017. Процитовано 26 жовтня 2017.
3. 1 2  Scott Mendelson (15 жовтня 2017). 'The Foreigner' Box Office: Jackie Chan Actioner Tops $100M Worldwide (англійською) . Forbes. Архів оригіналу за 1 грудня 2017. Процитовано 30 листопада 2017.
4. 1 2 3 4  The Foreigner (англійською) . Box Office Mojo. Архів оригіналу за 21 жовтня 2017. Процитовано 30 листопада 2017.
5. 1 2 3 4  The Foreigner (2017) (англійською) . The Numbers. Архів оригіналу за 11 листопада 2017. Процитовано 30 листопада 2017.
6. ↑  The Foreigner: Full Cast & Crew (англійською) . Internet Movie Database. Архів оригіналу за 2 липня 2017. Процитовано 26 жовтня 2017.
7. 1 2  The Foreigner (англійською) . Rotten Tomatoes. Архів оригіналу за 26 листопада 2017. Процитовано 30 листопада 2017.
8. 1 2  The Foreigner (англійською) . Metacritic. Архів оригіналу за 10 жовтня 2017. Процитовано 30 листопада 2017.
9. ↑  The Foreigner (англійською) . Internet Movie Database. Архів оригіналу за 29 листопада 2017. Процитовано 30 листопада 2017.
10. ↑  Валерій Мирний (3 грудня 2017). Біда не приходить одна. Рецензія на новий трилер з Джекі Чаном — Іноземець. Новое Время. Архів оригіналу за 4 грудня 2017. Процитовано 4 грудня 2017.

1. Іноземець на сайті Kino-teatr.ua